# Coe Violet
Coe Violet es una variedad cultivar de ciruelo (Prunus domestica), de las denominadas ciruelas europeas.
Una variedad de ciruela que se obtuvo en Reino Unido a finales del siglo XIX , como variante de 'Coe's Golden Drop'.
Las frutas tienen un tamaño medio a grande, color de piel rojo violeta claro o lila con salpicaduras aisladas carmín vivo recubriendo, a veces, por completo, el fondo
amarillo verdoso dorado, punteado muy abundante, menudo, y pulpa de color amarillo verdoso o ámbar, transparente, textura semi firme, algo crujiente, jugosa, y sabor dulce, refrescante, bueno.

## Sinonimia
- "Coe a Fruit Violet",
- "Coe's Golden Drop Violette",
- "Coe's Violet",
- "Coe's Violette"
- "Coe Violette",
- "Goutte d'Or Violette",
- "Coe’s Violeta".[2]

## Historia
'Coe Violet' variedad de ciruela cuyo origen es una variante de 'Coe's Golden Drop' que se obtuvo en Reino Unido a finales del siglo XIX .
La variedad de ciruela 'Coe Violet' está descrita por: 1. Downing Fr. Trees Am. 905. 1869. 2. Cat. Cong. Pom. France 341. 1887. 3. Mathieu Nom. Pom. 425. 1889.
'Coe’s Violeta' está cultivada en el Banco de germoplasma de cultivos vivos de la Estación experimental Aula Dei de Zaragoza. Está considerada incluida en las variedades locales autóctonas muy antiguas, cuyo cultivo se centraba en comarcas muy definidas, que se caracterizan por su buena adaptación a sus ecosistemas, y podrían tener interés genético en virtud de su características organolepticas y resistencia a enfermedades, con vista a mejorar a otras variedades.

## Características
'Coe Violet' árbol de porte extenso, moderadamente vigoroso, erguido, sus hojas de la planta leñosa son caducas, de color verde, forma elíptica, sin pelos presentes, tienen dientes finos en el margen. Flor blanca, que tiene un tiempo de floración que comienza a partir del 13 de abril con el 10% de floración, para el 17 de abril tiene una floración completa (80%), y para el 29 de abril tiene un 90% de caída de pétalos. Es auto estéril necesita una variedad  polinizadora.
'Coe's Violeta' tiene una talla de tamaño medio a grande, de forma ovoide, alargada, asimétrica con un lado más desarrollado, sobre todo en la parte inferior, sutura muy perceptible, línea de color morado bastante ancha, superficial en una depresión muy ligera
originada por la desigualdad de los dos lados del fruto; epidermis con abundante pruina violácea blanquecina muy fina, no se aprecia pubescencia, la piel tiene color rojo violeta claro o lila con salpicaduras aisladas carmín vivo recubriendo, a veces, por completo, el fondo
amarillo verdoso dorado, punteado muy abundante, menudo, amarillo blanquecino con aureola rojo violácea o sin aureola, el punteado, en la zona pistilar forma pequeños grupitos compactos, espaciándose en el resto hasta casi desaparecer en la zona peduncular; pedúnculo longitud y grosor medios, muy engrosado en su extremo y con escudete muy marcado en la inserción al fruto, con la cavidad del pedúnculo estrechísima y casi superficial, casi imperceptiblemente rebajada en la sutura; pulpa de color amarillo verdoso o ámbar, transparente, textura semi firme, algo crujiente, jugosa, y sabor dulce, refrescante, bueno.
Hueso adherente en caras laterales o libre, tamaño medio, elíptico alargado, estrecho y grueso, zona ventral muy ancha, poco sobresaliente, a veces con pequeña cresta, surco dorsal muy profundo, borde dorsal dentado, con orificios o liso, surcos laterales poco profundos, prominentes, desviándose en dos pequeñas crestas en el polo pistilar, caras laterales arenosas o semi lisas.
Su tiempo de recogida de cosecha se inicia en su maduración en la tercera decena de septiembre y principios de octubre.

## Usos
Se usa comúnmente como postre fresco de mesa buena ciruela de postre de fines de verano, también de usos culinarios.

## Cultivo
Es una variedad auto estéril, necesita una variedad de ciruela que la polinice.